# Hotel Severs (Muskogee)
El Hotel Severs es un edificio en la ciudad de Muskogee, en el estado de Oklahoma (Estados Unidos). Es uno de los cinco edificios de gran altura, que van desde cinco a diez pisos de altura, construidos en la ciudad entre 1910 y 1912. El 12 de septiembre de 1982 fue incluido en el Registro Nacional de Lugares Históricos.

## Historia
Frederick B. Severs construyó el hotel de 10 pisos en el centro de Muskogee a principios del siglo XX. Este era un rico comerciante local que invirtió 250 000 dólares en el proyecto. La obra comenzó en 1911, pero Severs murió el 12 de abril de 1912, algunos meses antes de su finalización.
La inauguración fue el 31 de agosto de 1912. En octubre de ese año, la actriz Sarah Bernhard se hospedó en el Severs mientras actuaba en La reina Isabel. La sede del Rotary International de Muskogee, fundado en noviembre de 1913, se reunía todos los jueves en el Severs. Junto con el Baltimore Hotel, el Manhattan Building, el Railroad Exchange Building y el Surety Building, es uno de los cinco edificios de gran altura (de 5 a 10 pisos) construidos en la ciudad entre 1910 y 1912.
En 1922, se jugó un partido de exhibición de las Grandes Ligas de Béisbol entre los Yankees de Nueva York y los Dodgers de Brooklyn en el Athletic Park. Los Yankees optaron por quedarse en el Severs porque estaba a poca distancia del parque de pelota.

## Diseño y construcción
Este edificio fue diseñado y construido por Mariner & La Beaume, un estudio de arquitectura de San Luis. El estilo arquitectónico es sullivanesco. Su cimentación, columnas, vigas y losas son de hormigón armado. También tiene un sótano. Las paredes exteriores están cubiertas con tres capas de ladrillo rojo, por un total de 30 cm espesor. Tiene una cornisa decorativa de metal de 1 m de altura y tiene un voladizo también de 1 m.
Tras su inauguración, fue considerado el mejor hotel del Suroeste. Tenía 216 habitaciones, 146 con baño privado (un lujo en ese entonces). Entre sus comodidades había una planta de agua helada que hacía circular agua helada por todas las habitaciones. La cocina contaba con un sistema de refrigeración eléctrico, también considerado único en ese momento y lugar.
En su interior había cortinas de terciopelo rojo, techos de terracota pintados en oro y suelo de terrazo. En el vestíbulo había un reloj monumental y una escalera de caracol de mármol. El escudo de Severs adornaba su exterior, los ascensores, las cortinas, la ropa de cama, e incluso los cubiertos.